# El Tucuche
El Tucuche est une montagne de Trinité-et-Tobago à la limite des régions de Tunapuna-Piarco et de San Juan-Laventille. C'est le deuxième sommet le plus haut du pays après le cerro del Aripo.

## Géographie

### Topographie
Cette montagne s'élève à 936 mètres d'altitude. Sa forme est pyramidale.

### Flore et faune
On y trouve l'espèce de scorpions Chactas raymondhansi de la famille des Chactidae.

## Archéologie
On y trouve des pétroglyphes amérindiens.